# Turner Zsigmond
Turner Zsigmond (Pozsony, 1925. június 10. – 2010. október 27.) színész.

## Életpályája
1943–1945 között Budapesten színészetet tanult egy magániskolában. 1945–1950 között Budapesten (Vígszínház) és Pozsonyban (Szlovák Nemzeti Színház) játszott. 1950–1952 között a Faluszínházban lépett fel. 1952–1987 között a Magyar Területi Színházban szerepelt. 1987-ben nyugdíjba vonult.
Sokoldalú színészként jellemezhető. Kezdetben vígjátéki alakokat, később társadalmi ellentmondásokat hordozó figurákat testesített meg.

## Színházi szerepei
- Osztrovszkij: A négylábú is botlik –
- Sztratiev: Velúrzakó – Tisztviselő
- Bukovčan: Fata morgana – Blondy
- Méhes György: A peleskei nótárius –
- Igragimbekov: Homokon épülő ház – Apa
- Török Tamás: Szeretve mind a vérpadig –
- Kmeczkó Mihály: Harc a kutyafejűekkel – Egedem
- Vörösmarty Mihály: Czillei és Hunyadiak – Gara László
- Brecht: Koldusopera – Smith
- Suskin: Energikus emberek – Pisze
- Benedek András: A Noszty fiú esete Tóth Marival – Stromm ezredes
- Kőszeghy F. László: Lusta királyság – Ésatöbbi gróf
- William Shakespeare: Coriolanus – Menenius
- Török Tamás: Fácia negra – Onucz
- Molnár Ferenc: Doktor úr – Cseresznyés
- Bock: Hegedűs a háztetőn – Rabbi
- Kocsis István: Magellán – Quesada
- Beaumarchais: A szevillai borbély – Figaro
- Beaumarchais: Figaro házassága – Figaro
- William Shakespeare: A makrancos hölgy – Petruchio
- Miller: Pillantás a hídról – Marco
- William Shakespeare: Rómeó és Júlia – Capulet
- Tolsztoj: Anna Karenina – Karenin

## Filmjei
- A vágy neve Anada (1971)
- Jelenidő (1972)
- Pókháló (1974)
- Aranyborjú (1974)
- Az idők kezdetén (1975)
- Kenyér és cigaretta (1975)
- Októberi vasárnap (1979)
- Két választás Magyarországon (1987)

## Díjai
- Az Irodalmi Alap életműdíja (2008)[2]